# مدرسة الشارقة الإنجليزية
مدرسة الشارقة الإنجليزية هي مدرسة تتبع المنهج البريطاني في الشارقة، وهي واحدة من أقدم المدارس الخاصة غير الربحية المختلطة في دولة الإمارات. يبلغ عدد الطلاب المسجلين بها حاليًا 850 طالبًا في المرحلة الابتدائية والثانوية (من سن 3 إلى 18 عامًا). أدرجت المدرسة ضمن أفضل المدارس البريطانية في الإمارات العربية المتحدة من قبل صحيفة التلغراف أمثال مدرسة ريبتون دبي وكلية جميرا، وقد وصفت بأنها واحدة من أفضل الخيارات للمغتربين البريطانيين في الشارقة، في حين اعتبرتها صحيفة الخليج تايمز "واحدة من بين المؤسسات التعليمية الرائدة في دولة الإمارات العربية المتحدة". المدرسة تحت رعاية هيئة الشارقة للتعليم الخاص، وهي معتمدة من قبل المدارس البريطانية في الخارج، والمدارس البريطانية في الشرق الأوسط.

## تاريخ
افتتحت مجموعة من الشركات البريطانية الراغبة في تقديم الخدمات التعليمية لأبناء موظفيها المدرسة عام 1974 في وسط مدينة الشارقة. ظلت مدرسة الشارقة الإنجليزية مدرسة ابتدائية فقط حتى عام 2005، ثم افتتحت المدرسة الثانوية في موقع جديد على طريق مليحة، بالقرب من المدينة الجامعية. وتخرجت أول دفعة من المستوى A في عام 2010. تمت إضافة مبنى ثانوي جديد في عام 2011، وافتتح مبنى جديد للمؤسسة في أكتوبر 2017.

## القبول
يعد القبول في مدرسة الشارقة الإنجليزية أمرًا تنافسيًا، ومن الضروري تقديم الطلبات المبكرة. ويعتمد قبول الطلاب الذين يحتاجون إلى دعم التعلم على قدرة المدرسة على توفير الموظفين والدعم اللازمين. تعطى الأولوية بشكل أساسي لمواطني المملكة المتحدة وعائلات الشركات والمؤسسات الداعمة للمدرسة (بتروفاك، الجامعة الأمريكية في الشارقة، كليات التقنية العليا، إلخ). تتراوح الرسوم من 26,400 درهم إماراتي (المرحلة التأسيسية) إلى 67,600 درهم إماراتي (المرحلة السادسة)، اعتبارًا من سبتمبر 2021.

## حرم الجامعة
يضم حرم المدرسة بجوار المدينة الجامعية بالشارقة مجموعة من المرافق. في عام 2018 بني استوديو جديد للفن والدراما. وتوجد صالة رياضية كبيرة وحمام سباحة خارجي. تشمل المرافق أيضًا غرف موسيقى ومجموعة من الفصول الدراسية المتخصصة مثل مختبرات العلوم وورش عمل التصميم والتكنولوجيا. تتكون المدرسة الابتدائية من مبنيين متخصصين، وقاعة رياضية منفصلة، ومناطق للعب في الهواء الطلق.

## تعليم ابتدائي
المدرسة الابتدائية، التي تأسست عام 1974 وتضم الآن ثلاثة مستويات للقبول من المرحلة التأسيسية إلى السنة السادسة، تضم حاليًا ما يزيد قليلاً عن 500 تلميذ. ينتقل أكثر من 90% من التلاميذ من المرحلة الابتدائية إلى المرحلة الثانوية في مدرسة الشارقة الإنجليزية.